# Kornat, Lesna dolina
Kornat je naselje občine Lesna dolina v okraju Šmohor na Koroškem v Avstriji.